# 中華民國陸軍馬祖防衛指揮部

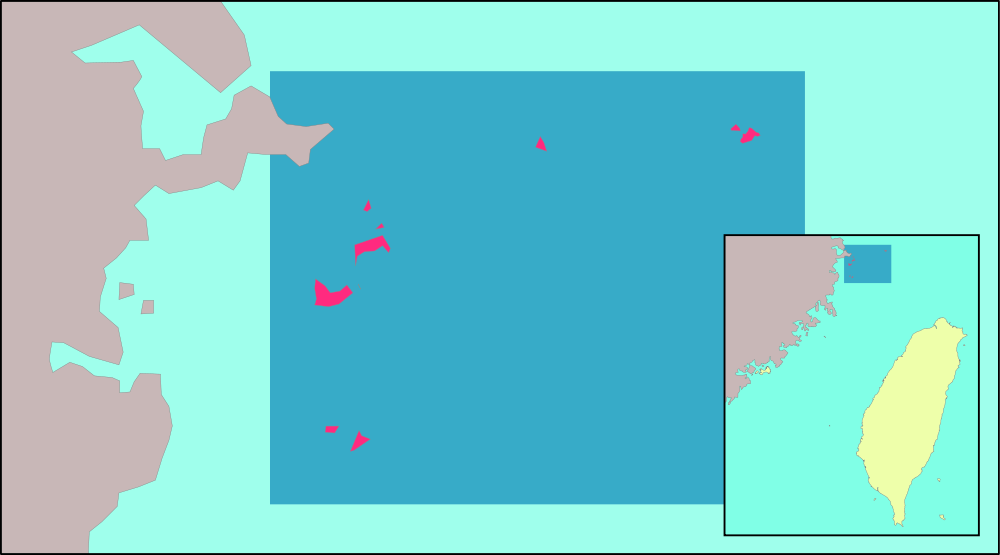
陸軍馬祖防衛指揮部的轄區範圍連江縣（馬祖）的（南竿鄉、北竿鄉和莒光鄉）。

中華民國陸軍馬祖防衛指揮部（英語：ROC Army Matsu Defense Command，隊名：「雲臺部隊」），又稱陸軍馬祖防衛指揮部，為中華民國陸軍下轄防衛指揮部之一，簡稱為陸軍馬祖防衛部、陸軍馬防部、馬防部等，是中華民國國軍駐守在馬祖列島的陸軍部隊，總兵力約二千多人，指揮官編階陸軍中將，戰時負責連江地區的作戰指揮及軍事管制，全盛時期總兵力約五萬人，前身為陸軍第二十一軍（即馬祖軍、馬祖防衛司令部）。

## 歷史沿革
- 1949年，成立「陸軍馬祖臨時指揮部」，隸屬臺灣省警備總司令部。
- 1950年6月，改隸臺灣防衛司令部。
- 1952年，劃歸陸軍金門防衛司令部。
- 1955年，改組整編成立「陸軍馬祖守備區指揮部」，同時改隸國防部指揮。首任指揮官由陸軍第八十四師師長華心權少將兼任。
- 1965年，改組整編為「陸軍馬祖防衛司令部」。
- 1969年，由陸軍第二十一軍司令部兼防衛部。
- 1979年，「崑崙專案」取消陸軍第二十一軍司令部番號，正式專設「陸軍馬祖防衛司令部」。
- 1990年，改隸陸軍總司令部
- 2006年3月，更銜為「陸軍馬祖防衛指揮部」迄今。[1]

## 歷任指揮官
| 圖片 | 姓名   | 軍種軍階 | 任期時間                      | 備註             |
| ---- | ------ | -------- | ----------------------------- | ---------------- |
|      | 陸小榮 | 陸軍中將 | 2006年3月1日－2006年10月31日  | 陸官63年班       |
|      | 張慶翔 | 陸軍中將 | 2006年11月1日－2008年9月30日  | 陸官64年班       |
|      | 鄭德美 | 陸軍中將 | 2008年10月1日－2009年9月25日  |                  |
|      | 羅際琴 | 陸軍中將 | 2009年10月1日－2011年4月30日  |                  |
|      | 任季男 | 陸軍中將 | 2011年5月1日－2013年6月30日   |                  |
|      | 陳曉明 | 陸軍中將 | 2013年7月1日－2015年2月28日   |                  |
|      | 莫又銘 | 陸軍中將 | 2015年3月1日－2016年11月30日  |                  |
|      | 楊海明 | 陸軍中將 | 2016年12月1日－2018年7月14日  |                  |
|      | 章元勳 | 陸軍中將 | 2018年7月15日－2021年7月31日  | 現任總督察長     |
|      | 廖建興 | 陸軍中將 | 2021年8月1日－2022年8月31日   | 現任八軍團指揮官 |
|      | 陳文星 | 陸軍中將 | 2022年9月1日－2023年10月31日  | 現任六軍團指揮官 |
|      | 黃先任 | 陸軍中將 | 2023年11月1日－2024年10月31日 | 調任金防部指揮官 |
|      | 劉慎謨 | 陸軍中將 | 2024年11月1日－至今           |                  |

## 組織
指揮官 一位 中將
副指揮官 一位 少將
參謀長 一位 少將
副參謀長 一位 上校
政戰主任 一位 少將
政戰副主任 一位 上校
督察長 一位 上校
指揮部士官督導長 一位 一等士官長

### 直屬單位
- 本部連
- 防空連
- 火箭排
- 憲兵排
- 招募組

### 下屬單位
- 陸軍南竿守備大隊「雲臺部隊」（駐福建省連江縣南竿鄉）-大隊長 一位 上校
  - 隊部及本部連
  - 機械化步兵連
  - 步兵連
  - 混合砲兵連
- 陸軍北高守備大隊「擎天部隊」（北高地區指揮部改編）（駐福建省連江縣北竿鄉）-大隊長 一位 上校
  - 隊部及本部連
  - 機械化步兵連
  - 步兵連
  - 混合砲兵連
  - 亮島守備隊
  - 高登守備隊
- 陸軍莒光守備大隊「莒光部隊」（莒光地區指揮部改編）（駐福建省連江縣莒光鄉）- 大隊長 一位 上校
  - 隊部及本部連
  - 機械化步兵連
  - 步兵連
  - 混合砲兵連

### 配屬單位
- 陸軍後勤馬祖地區支援營 營長 一位 中校
  - 補給連
  - 保修連
  - 運輸連
  - 衛生連
  - 彈藥連

## 雲臺部隊隊歌
- 詞：涂遂
- 曲：白玉光

號角連營起　歌聲動大地 我們是戍守馬祖的革命戰士

雄踞於海上長城　保衛著台澎基地

精誠團結　和衷共濟

同仇敵愾　剽悍勇毅

不怕浪濤洶湧　哪管風暴侵襲

為了維護民主自由　誓死拼到底

為了維護民主自由　誓死拼到底
閩海風雲起　雲台練兵急 我們是戍守馬祖的革命戰士

管領著閩海疆域　高舉著反共旗幟

聞雞起舞　精練戰技

枕戈待旦　渡江擊楫

不怕浪濤洶湧　哪管風暴侵襲

為了光復大陸國土　誓死拼到底

為了光復大陸國土　誓死拼到底

嘿!

## 隊徽含義
隊徽為盾形，具有團結鞏固、精實戰力之意。

圖式係由大陸神州與馬祖諸島對峙所組合而為主題。

上方藍白紅三色，代表自由、平等、博愛。

### 引用
1. ↑  . 中華民國陸軍司令部.   [2012-06-16]. （原始内容存档于2013-09-23） （中文（臺灣））.